# Robert Mugabe
« Mugabe » redirige ici. Pour les autres significations, voir Mugabe (homonymie).
Robert Gabriel Karigamombe Mugabe, dit Robert Mugabe, né le 21 février 1924 à Kutama en Rhodésie du Sud (actuel Zimbabwe) et mort le 6 septembre 2019 à Singapour, est un homme d'État zimbabwéen. Il est Premier ministre de 1980 à 1987 et président de la république du Zimbabwe de 1987 à 2017.
D’obédience marxiste, il participe à la fondation de l'Union nationale africaine du Zimbabwe (ZANU) et mène une guérilla contre le gouvernement d’Ian Smith en Rhodésie, ce qui fait de lui un des « pères de l’indépendance » du pays, qui devient le Zimbabwe. Après être devenu Premier ministre du pays, il en accède sept ans plus tard à la présidence, instaurant un régime présidentiel. Cette fonction lui permet de continuer à assurer l'essentiel du pouvoir, auparavant détenu par le chef du gouvernement.
Son engagement anticolonialiste assure sa popularité auprès d'une partie de sa population et du continent africain. Cependant, il est accusé de faire reculer les libertés individuelles et de favoriser le racisme antiblanc, notamment par une politique de confiscation de terres et d'expulsions. Sur le plan économique, sa présidence est marquée par une explosion du taux de chômage, par l’hyperinflation, par la sous-nutrition et par les sanctions économiques des pays occidentaux. Entre 1982 et 1987 a lieu le Gukurahundi, lors duquel 10 000 civils Ndébélés sont tués par la 5e brigade de Mugabe.
Fin 2017, alors qu'il dirige de facto le pays depuis 37 ans et qu'il est le plus âgé des chefs d'État en exercice dans le monde, il est victime d’un coup d’État qui conduit le Parlement à engager une procédure de destitution à son encontre. Il démissionne alors de la présidence du Zimbabwe et meurt deux ans plus tard dans un hôpital singapourien.

## Famille et jeunesse

### Origines
Né le 21 février 1924, fils d'un immigré du Nyassaland (devenu Malawi), Robert Gabriel Karigamombe Mugabe grandit à la mission catholique jésuite de Kutama au nord-est de la capitale Salisbury. Son père abandonnant le foyer familial alors qu'il n'a que 10 ans, Robert Mugabe est élevé par sa mère dont il est très proche. Enfant solitaire, il manifeste un goût prononcé pour la lecture et les études. Du côté de sa mère, il est issu de l'ethnie majoritaire des Shonas.

### Formation
Diplômé en enseignement à l'âge de 17 ans, il rejoint l'université de Fort Hare, en Afrique du Sud, pour y étudier l'anglais et l'histoire. Il y côtoie Julius Nyerere, Herbert Chitepo, Robert Sobukwe et Kenneth Kaunda.
Il est diplômé en 1951, puis poursuit ses études à Driefontein à Salisbury (1953), à Gwelo (1954) et au Tanganyika (1955-1957). Il obtient par correspondance une licence en enseignement à l'université d'Afrique du Sud et une licence d'économie à l'université de Londres.
Il enseigne pendant trois ans dans une école primaire à Lusaka, capitale de l'ex-Rhodésie du Nord, puis à Accra au Ghana, première colonie d'Afrique ayant accédé à l'indépendance, où il s'éprend d'une collègue, Sally Hayfron, sa première femme, qu'il épouse en 1961.

### Vie privée

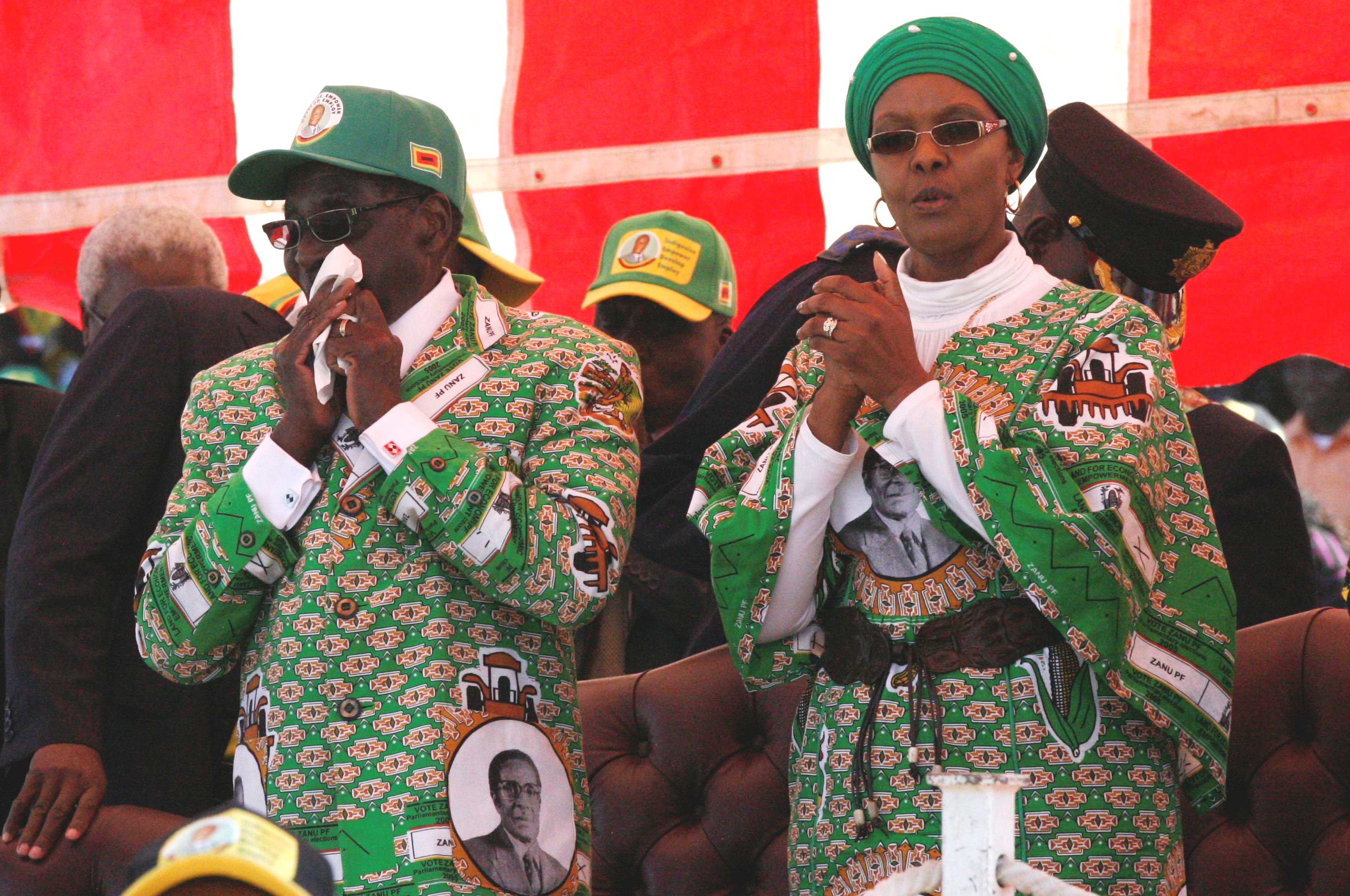
Robert et Grace Mugabe en 2013.

En 1961, Robert Mugabe épouse Sally Hayfron, avec qui il a un fils, Michael Mugabe (1963-1966).
Il est emprisonné lorsqu'il apprend la mort brutale de son fils âgé de trois ans. Il demande une dérogation pour assister aux obsèques, mais le régime de Ian Smith la lui refuse.
Alors qu'il est toujours marié à Sally Hayfron, il commence en 1987 une relation extra-conjugale avec sa secrétaire, Grace Marufu. Celle-ci donne naissance à une fille, Bona (née en 1988), et à un garçon, Robert (né en 1990). En 1996, quatre ans après la mort de Sally Hayfron des suites d’une maladie, Robert Mugabe épouse Grace Marufu. En 1997, cette dernière donne naissance à un troisième enfant, Chatunga.
En tant que Première dame du Zimbabwe, Grace Mugabe a la réputation d’aimer les vêtements et les bijoux de luxe. Ses virées shopping lui valent le quolibet de « Gucci Grace ». Elle est également régulièrement accusée d’être corrompue,.
Tout au long de sa vie, il est catholique pratiquant.

### Chef de guérilla
En 1960, Robert Mugabe revient en Rhodésie du Sud, converti à l'idéologie marxiste et se déclarant « marxiste-léniniste-maoïste ». Il se joint au Ndébélé Joshua Nkomo et au Parti national démocratique (NDP), qui devient par la suite l’Union du peuple africain du Zimbabwe (ZAPU). Le parti est interdit par le gouvernement blanc d’Ian Smith.
En 1963, Robert Mugabe, Shona, crée son propre parti, l’Union nationale africaine du Zimbabwe (ZANU), avec le révérend Ndabaningi Sithole (en) et l'avocat Herbert Chitepo ; il en devient secrétaire général. La ZANU et la ZAPU seront longtemps séparés par cette frontière ethnique entre Shonas et Ndébélés. En 1964, Robert Mugabe est arrêté avec d'autres chefs de file nationalistes et emprisonné pendant dix ans au camp de restriction de Gonakudzingwa (en), à la frontière entre la Rhodésie du Sud et le Mozambique. Il étudie alors le droit et consolide son influence sur le mouvement nationaliste. En 1974, Mugabe est désigné comme nouveau chef de la ZANU aux dépens de Sitholé lors d'une élection interne en prison (ce que Sitholé n'a jamais reconnu).
Relâché en novembre 1974 sous les pressions de John Vorster, Premier ministre d'Afrique du Sud qui cherche à trouver des interlocuteurs modérés au gouvernement blanc d’Ian Smith, Mugabe quitte le pays pour le Mozambique, où il prend la direction de la branche militaire de la ZANU, la Zimbabwe African National Liberation Army (ZANLA), pour mener la guérilla contre le gouvernement d’Ian Smith avec le soutien des communistes du Front de libération du Mozambique.
En 1975, deux événements vont permettre à Mugabe de prendre totalement le contrôle de la ZANU, et de poursuivre la lutte armée, tout comme Joshua Nkomo, le chef de la Union du peuple africain du Zimbabwe (ZAPU). Mugabe profita tout d'abord du retour en prison, le 4 mars, du révérend Ndabaningi Sitholé, accusé cette fois-ci de complot contre les autres leaders nationalistes noirs rhodésiens (raison officielle évoquée par le gouvernement rhodésien), ce qui poussa l'évêque méthodiste Abel Muzorewa, le leader du Conseil national africain, un parti politique créé en 1971 (qui deviendra le Conseil national africain uni en 1977), à suspendre les pourparlers engagés entre le gouvernement rhodésien et le Conseil national africain sur un règlement constitutionnel en Rhodésie tant que Sitholé n'aurait pas été libéré, ce qui provoque du même coup l'annulation de la rencontre entre le gouvernement rhodésien et le conseil national africain qui devait avoir lieu le 6 mars 1975,. Le gouvernement rhodésien s'attira par ailleurs les foudres de son principal allié, l'Afrique du Sud. En effet les Sud-Africains furent très mécontents et furieux de cette action et soupçonnaient que la véritable raison était que les Rhodésiens s'opposaient à Sitholé et préféraient négocier avec le chef de la ZAPU, Joshua Nkomo.
10 jours plus tard, le 15 mars, John Vorster, le Premier ministre sud-africain, convoqua alors en urgence au Cap Ian Smith et son ministre de la Défense et des Affaires étrangères P. K. van der Byl. Van der Byl n'a pas réussi à rassurer les Sud-Africains et un mois plus tard, le 4 avril 1975, moins de 48 heures après la visite éclair en Rhodésie du ministre sud-africain des Affaires étrangères, Hilgard Muller, Sitholé est relâché afin qu'il puisse assister à la conférence des ministres de l'OUA à Dar-Es-Salaam. Libéré, le révérend Ndabaningi Sithole renonce au combat armé et crée un parti politique modéré, l'Union nationale africaine du Zimbabwe - Ndonga. Mugabe bénéficia également de l'assassinat de Herbert Chitepo le 18 mars 1975 en Zambie dans un attentat à la voiture piégée.
En 1975, il participe à la rencontre officielle aux chutes Victoria entre Ian Smith et les principaux leaders noirs de Rhodésie du Sud sous les auspices de Kenneth Kaunda et de John Vorster.
Du 28 octobre au 14 décembre 1976, Mugabe et Nkomo, en tant que chefs du Front patriotique, participent à la conférence de Genève (en) organisée par l'ambassadeur britannique aux Nations unies Ivor Richard ; les autres délégations présentes à cette conférence de Genève furent celle du gouvernement rhodésien dirigé par Ian Smith, celle de l'UANC, conduite par Muzorewa et James Chikerema. Quant à Sitholé, alors en lutte avec Mugabe pour le contrôle de la ZANU, il exigea d'être désigné chef de la délégation de la ZANU (Sitholé fut l'invité de dernière minute à cette conférence ; il fut initialement exclu des projets britanniques de conférence constitutionnelle sur l'avenir de la Rhodésie, parce qu'il manquait de soutien militaire et politique). Finalement, Sitholé reçut une invitation pour participer à la conférence de Genève le 18 octobre 1976. Après six semaines de négociations, cette conférence de Genève fut un échec.
Deux épisodes sanglants vont marquer la rupture définitive entre le révérend Ndabaningi Sithole (en) et son ancien allié Robert Mugabe, tout d'abord le 25 novembre 1976, lorsque des combats féroces opposent des factions rivales de la ZANU entre les partisans du révérend Ndabaningi Sitholé, et ceux de Robert Mugabe, dans la province de Tete au Mozambique ; ils feront 33 morts et 14 blessés.
Puis le 8 janvier 1977, quand le révérend Ndabaningi Sitholé annonce que des centaines de membres de la guérilla ont été tués au Mozambique aux cours de combats fratricides et encore plus sanglants que ceux de novembre 1976 entre les factions rivales de la ZANU divisée entre ses partisans et ceux de Robert Mugabe, Sitholé accuse Mugabe d'avoir divisé l'organisation et déclenché les combats.
Le 3 mars 1978, les accords de Salisbury, signés par Ian Smith avec des dirigeants noirs modérés comme Abel Muzorewa et Ndabaningi Sithole, aboutissent au principe d'élections multiraciales et à la fin de la domination blanche. La guerre a fait entre vingt et trente mille morts. Les élections de 1979 sont remportées par l'UANC d'Abel Muzorewa, l'UANC étant le seul parti noir ayant renoncé à la violence et autorisé ainsi à concourir. Abel Muzorewa devient le nouveau Premier ministre de la nouvelle Zimbabwe-Rhodésie le 1er juin 1979. Cependant, le nouveau régime n'obtient pas de reconnaissance internationale du fait des restrictions imposées aux autres partis politiques noirs n'ayant pu participer aux élections.
Le pays redevient la colonie britannique de Rhodésie du Sud en décembre 1979 et les accords de Lancaster House aboutissent à un accord général, dont l'octroi de garanties économiques et politiques pour la minorité blanche et des élections multiraciales prévues pour 1980. Entre autres choses, les accords reconnaissent un certain nombre de privilèges à la population blanche, lui attribuant un cinquième des sièges de l'Assemblée et empêchant le futur gouvernement de réformer la structure agraire durant dix ans, alors que les propriétaires blancs détiennent la majorité des terres, dont généralement les plus fertiles.
Après une campagne électorale marquée par des intimidations de toutes parts, l'intrusion des forces de sécurité et des fraudes, les Shonas votent massivement pour leur parti communautaire, la ZANU de Robert Mugabe. Le 4 mars 1980, la ZANU emporte 57 des 80 sièges réservés aux Noirs alors que les 20 sièges du collège électoral blanc sont tous remportés par le Front rhodésien d’Ian Smith.

## Premier ministre

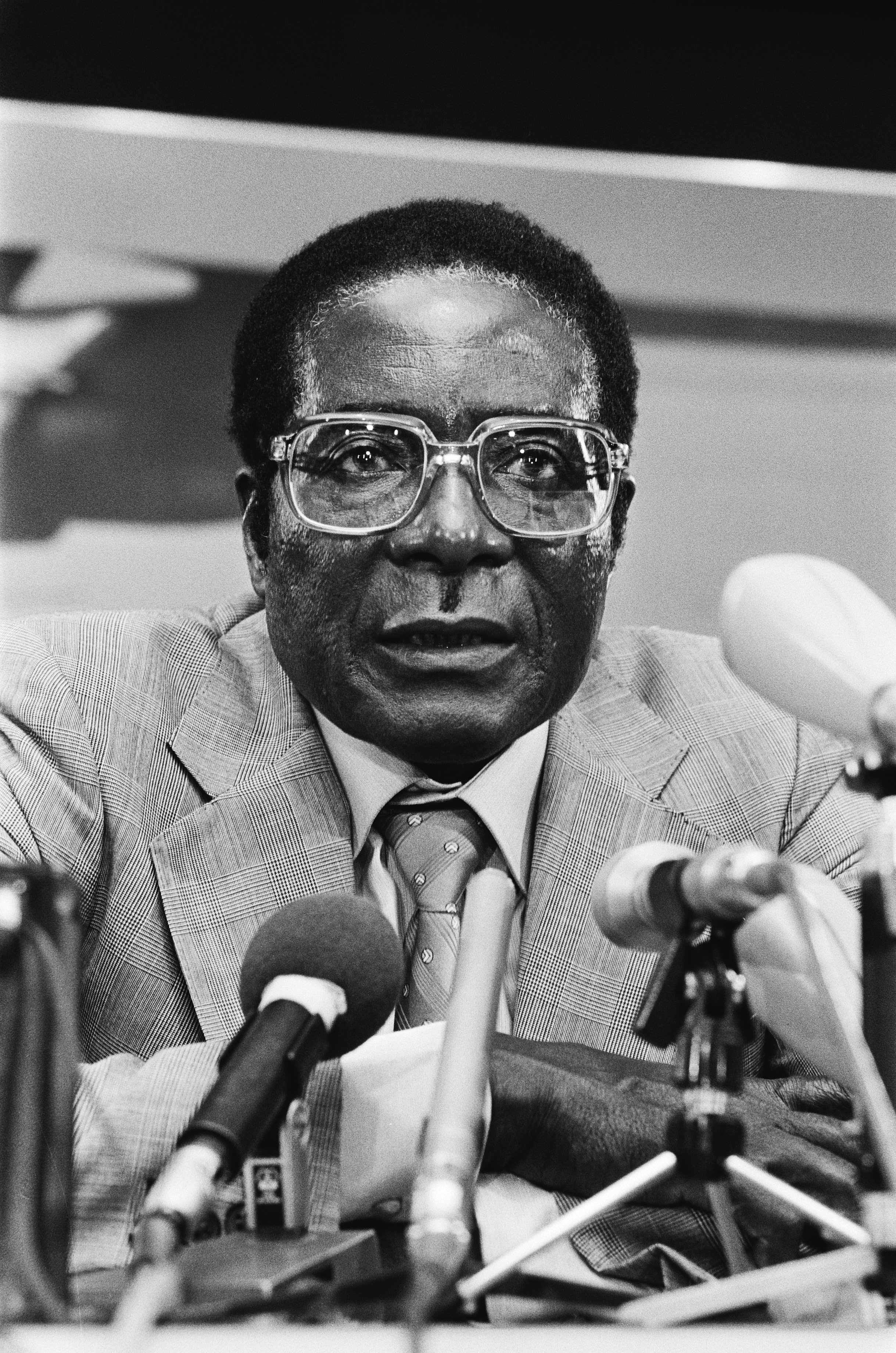
Robert Mugabe en 1982.

Le 18 avril 1980, Robert Mugabe devient Premier ministre du nouvel État du Zimbabwe, tandis que Canaan Banana en devient le président. Mugabe rassure la population blanche à l'occasion d'un discours fondé sur l'apaisement, l'unité et la réconciliation nationale : 

« Les torts du passé doivent être pardonnés et oubliés. Si jamais nous nous tournons vers le passé, faisons-le pour en tirer la leçon, à savoir que l’oppression et le racisme sont des inégalités qui ne doivent jamais trouver place dans notre système politique et social. Il ne saurait être justifié de dire que, parce que les Blancs nous ont opprimés hier lorsqu’ils étaient au pouvoir, les Noirs doivent les opprimer aujourd’hui parce qu’ils sont au pouvoir. Un mal reste un mal, qu’il soit commis par un Blanc contre un Noir ou par un Noir contre un Blanc ». »

Il reconduit par ailleurs les chefs des services de renseignements de l'ancien régime, et nomme deux ministres blancs. 
À la tête du gouvernement, Robert Mugabe entend bâtir un nouveau pays sur la base d'une alliance entre Shonas et Ndébélés. Il tente d'incorporer la ZAPU dans sa ZANU et offre à Nkomo de prestigieux portefeuilles ministériels. Mais les revendications et les attentes sociales des Shonas l'entraînent à mener une politique plus nationaliste et ethnique. En 1982, pour fêter les deux ans d'indépendance, il fait rebaptiser toutes les villes du pays, à commencer par Salisbury, nommée désormais Harare. Il choisit également d'investir massivement dans les secteurs de la santé et de l'agriculture.

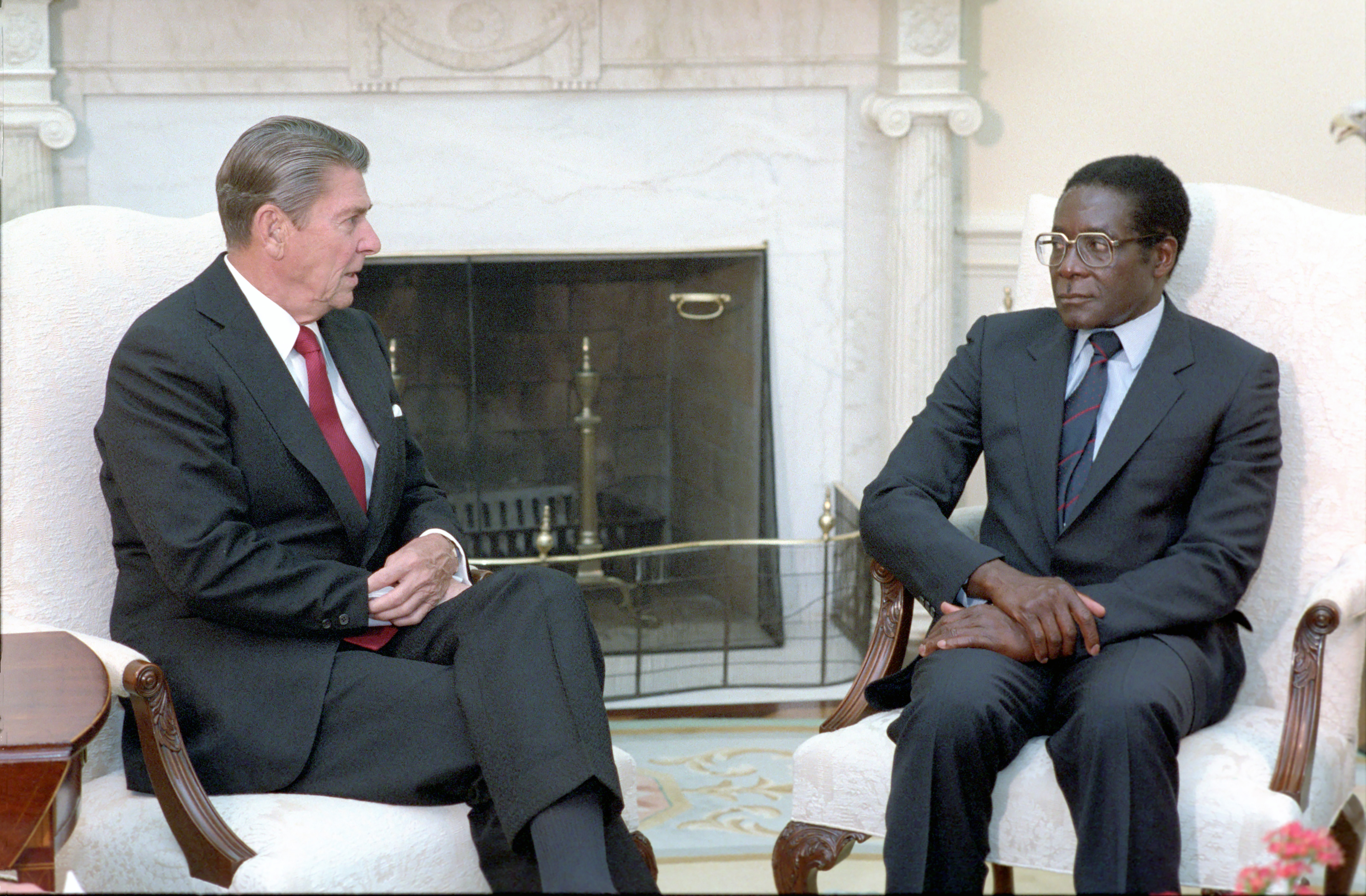
Robert Mugabe et le président américain Ronald Reagan à la Maison-Blanche en 1983.

Les années 1980 constituent une période faste dans l'histoire du Zimbabwe. L'accent est mis sur l'éducation et la santé, secteurs dont les Noirs avaient été presque entièrement privés sous le régime de Ian Smith. En 1992, une étude de la Banque mondiale indique que plus de 500 centres de santé ont été construits depuis 1980. Le pourcentage d'enfants vaccinés est passé de 25 % en 1980 à 67 % en 1988 et l'espérance de vie de 55 à 59 ans au cours de la même période. Le taux de scolarisation a augmenté de 232 % une année après que l'enseignement primaire ait été rendu gratuit et les effectifs de l'enseignement secondaire ont augmenté de 33 % en deux ans. Ces politiques sociales ont aussi pour conséquence l'augmentation du taux d'endettement.
Plusieurs lois sont adoptées dans les années 1980 pour tenter de diminuer les écarts salariaux. Les écarts sont toutefois restés considérables. En 1988, la loi donne aux femmes, au moins en théorie, des droits identiques à ceux des hommes. Elles ne pouvaient auparavant prendre que peu d'initiatives personnelles sans le consentement de leur père ou de leur mari. Sur les questions économiques, le gouvernement s’abstient de toute politique socialiste, désirant conserver la confiance du capitalisme local et international. La plus grande partie de l'économie reste entre les mains du secteur privé.
En 1983, une rébellion ndébélé met fin à l'union ZANU-ZAPU et une guerre civile ensanglante la province du Matabeleland. Robert Mugabe y déploie sa 5e brigade, une force spéciale formée par des instructeurs nord-coréens. En effet, il s'était rapproché de la Chine et de la Corée du Nord depuis plusieurs années, dans un contexte où les nationalistes africains s'étaient scindés entre pro-Moscou et pro-Pékin. Nkomo est démis de ses fonctions. La répression de l'armée est brutale contre les Ndébélés : quelque 10 000 d'entre eux y perdent la vie. En 1987, un accord de paix met fin à la guerre civile et la ZAPU se fond dans l’Union nationale africaine du Zimbabwe - Front patriotique (ZANU-PF). C'est également l'année de la fin du collège électoral blanc et de leur représentation assurée de 20 députés, signifiant la fin du rôle politique des Blancs dans le pays. Mugabe prend la fonction de président de l'État aux pouvoirs élargis, abolissant le poste de Premier ministre.

## Président de la République

### Débuts
Robert Mugabe nomme Joshua Nkomo à la fonction de vice-président en 1988.
En 1990, il est élu président de la République et fait part de son intention d'imposer institutionnellement la ZANU-PF comme parti unique et de transformer l'État en régime marxiste[réf. nécessaire]. La chute du mur de Berlin et l'effondrement des régimes communistes en Europe empêchent cette mutation, du moins en droit[réf. nécessaire].
Au début des années 1990, il se rapproche du FMI et la Banque mondiale et applique sur leur recommandation une sévère cure d'austérité. Des dizaines de milliers d'emplois publics sont supprimés et la dépense publique est drastiquement réduite. Ces réformes impopulaires génèrent un fort mécontentement et une montée du chômage.
Robert Mugabe est réélu en 1996, à la suite du retrait de ses adversaires Abel Muzorewa et du révérend Ndabaningi Sitholé. Lors de l’élection présidentielle de 2002, Robert Mugabe obtient 56 % des voix contre Morgan Tsvangirai, président du tout nouveau Mouvement pour un changement démocratique (en) (MDC).
En 1997, Laurent-Désiré Kabila s'empare du pouvoir au Zaïre, rebaptisé république démocratique du Congo, mais doit rapidement faire face à la rébellion d'une partie de ses troupes soutenue par l'Ouganda et le Rwanda. Robert Mugabe apporte son soutien au pouvoir de Kinshasa en envoyant 20 000 hommes en RDC, aux côtés des Angolais et des Namibiens. Mugabe obtiendra ensuite le droit d'exploitation d'une mine de cobalt (un des plus grands gisements du monde) et un accès au trafic de diamants. Le cuivre congolais, de très bonne qualité, viendra alimenter les industries zimbabwéennes.
Le gouvernement zimbabwéen affirme avoir déjoué une prétendue tentative de coup d'État impliquant près de 400 soldats et membres de haut rang de l'armée, qui aurait eu lieu le 2 ou le 15 juin 2007. Les personnes arrêtées incluent le capitaine de l'armée à la retraite Albert Matapo, le colonel Ben Ncube (en), le général de division Engelbert Rugeje (en) et le vice-maréchal de l'Air Elson Moyo (en),. Selon le gouvernement, les soldats prévoyaient de destituer de force le président Robert Mugabe et de demander au ministre du Logement rural Emmerson Mnangagwa de former un gouvernement avec les chefs des forces armées. Ce prétendu coup d'Etat est le prétexte à une purge au sein du gouvernement.

### Réélection contestée de 2008

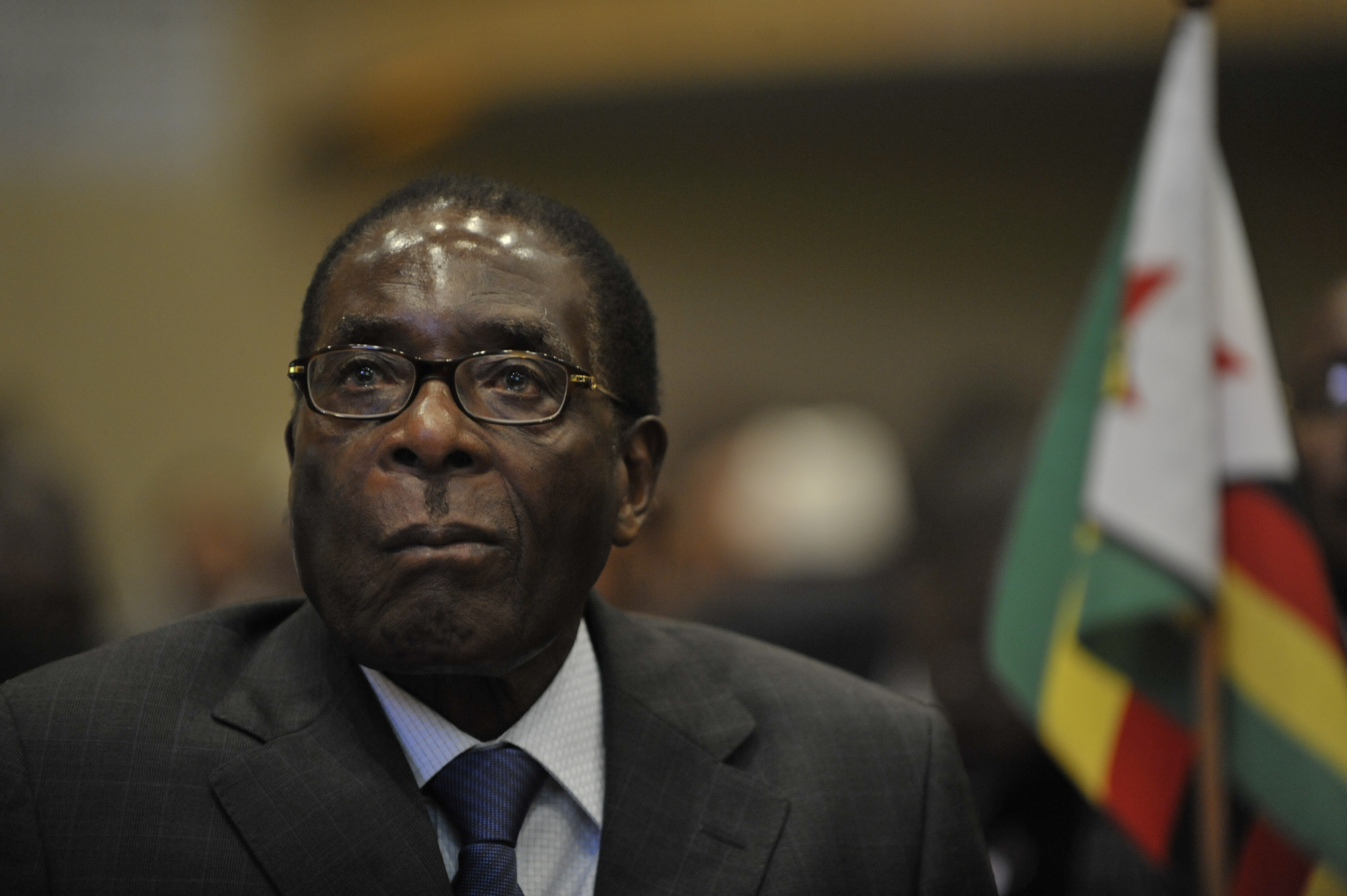
Robert Mugabe en 2009.

Les élections générales de 2008 interviennent alors que le Zimbabwe, ancien grenier à maïs de l'Afrique australe, est en ruine, avec une hyperinflation annuelle proche de 165 000 %, quatre adultes sur cinq au chômage et les pénuries alimentaires et énergétiques les plus graves de l'histoire du pays,, et alors que l'espérance de vie est tombée à 56 ans. Mais Robert Mugabe bénéficie encore du soutien de l'armée et de campagnes de répression visant les partis rivaux.
Pour l’élection présidentielle de 2008, Robert Mugabe affronte notamment Morgan Tsvangirai (MDC) et Simba Makoni (dissident de la ZANU-PF). Les élections ont lieu en l'absence de la plupart des correspondants de la presse étrangère et des observateurs européens et américains. Aux termes d'un long décompte, la Commission électorale du Zimbabwe déclare que le MDC a gagné les élections législatives en remportant 105 sièges contre 95 à la ZANU-PF, alors qu’au Sénat les deux partis se retrouvent à égalité. L'absence de publication des résultats de l’élection présidentielle fait craindre au MDC que la Commission électorale – dont les membres ont été nommés par Robert Mugabe – ne manipule les résultats. Le MDC affirme que Morgan Tsvangirai l’a emporté avec 50,5 % des voix.
Jusqu'à cette campagne électorale, Robert Mugabe bénéficiait d'un soutien quasi sans faille de ses pairs africains, notamment de ceux de la Communauté de développement des pays d’Afrique australe. À la suite d’exactions commises par ses partisans, Robert Mugabe est lâché par plusieurs pays voisins, comme la Zambie, le Botswana, l’Angola et le Swaziland. Dans le même temps, le secrétaire général des Nations unies, Ban Ki-moon, apporte son soutien à la demande de Morgan Tsvangirai appelant au report du second tour de la présidentielle en raison de « violences et intimidations ». Dans une résolution, le Conseil de sécurité des Nations unies accuse l’exécutif zimbabwéen d'avoir « dénié à ses opposants politiques le droit de faire librement campagne ».
Les résultats officiels du premier tour de l'élection présidentielle indiquent que Morgan Tsvangirai a obtenu 47,9 %, contre 43,2 % à Robert Mugabe. Jugeant impossible l'organisation d'un second tour « libre et équitable », Morgan Tsvangirai se retire du second tour. Le 25 juin 2008, Robert Mugabe est déchu de son titre de chevalier honoraire par la Grande-Bretagne et se voit désavoué par Nelson Mandela et par la Communauté de développement d'Afrique australe,.
Au second tour, Robert Mugabe obtient 2 150 000 voix contre 233 000 pour Morgan Tsvangirai, qui n’était pas candidat. Des juristes internationaux, les États-Unis et l’Union européenne considèrent que ce second tour, organisé hors délai, n'a aucune valeur au regard de la loi électorale du pays,,. Réunis lors d’un sommet de l’Union africaine, les chefs d'État africains estiment que « le scrutin au Zimbabwe n’a pas été conforme aux normes de l’Union africaine sur les élections démocratiques », dénoncent l’absence « d’accès équitable aux médias publics » et appellent à un partage du pouvoir entre Robert Mugabe et Morgan Tsvangirai dans un gouvernement d'union nationale.

### Dernier mandat

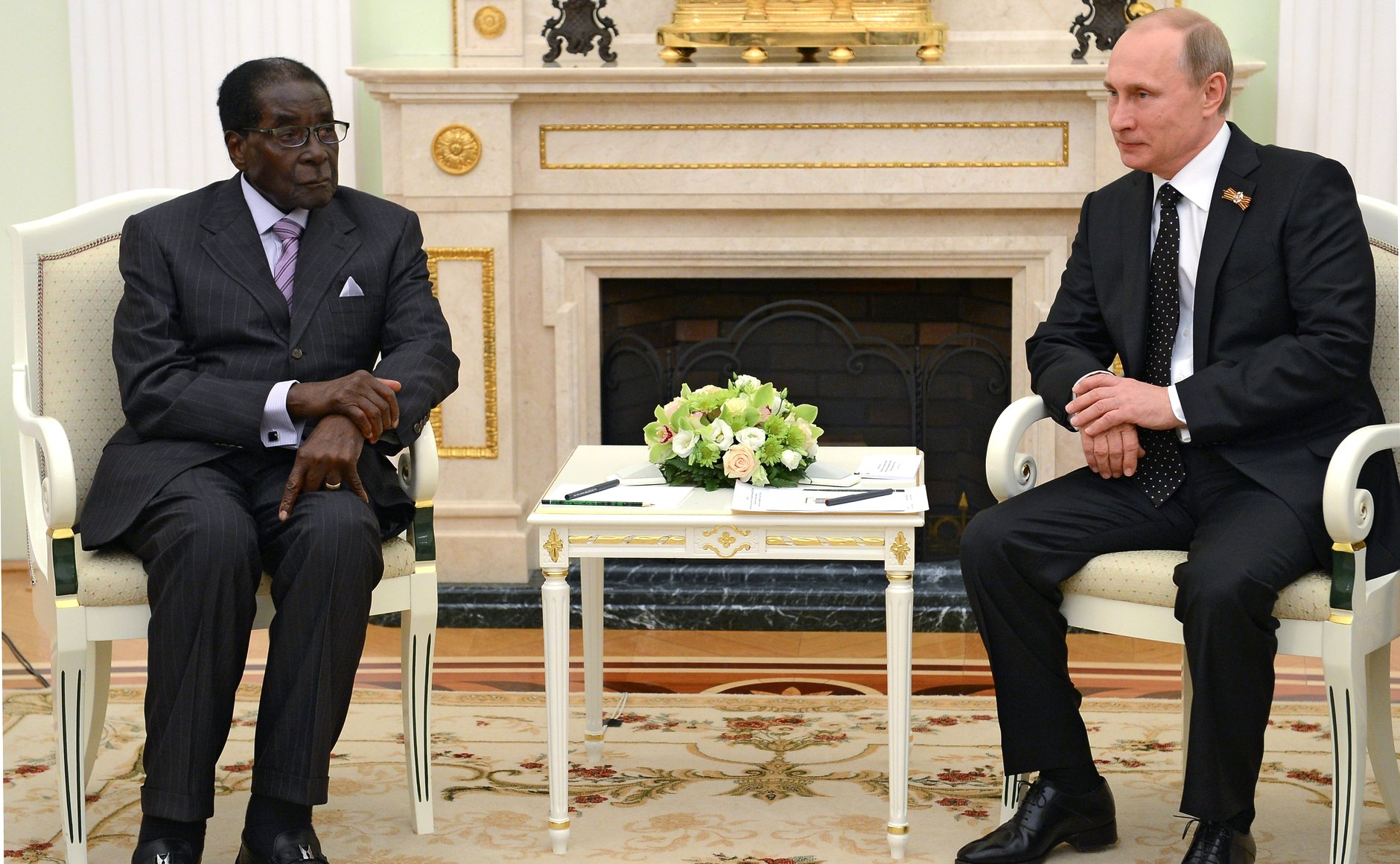
Robert Mugabe et Vladimir Poutine en 2015.

Le 31 juillet 2013, Robert Mugabe est réélu président de la République. Alors que de nombreuses irrégularités sont constatées, l'Union africaine atteste de la régularité du scrutin. Le 22 août suivant, il prête serment pour un nouveau mandat de cinq ans,.
Robert Mugabe limoge, le 9 décembre 2014, sa vice-présidente Joice Mujuru, un temps considérée comme sa dauphine politique, ainsi que huit ministres proches de cette dernière. Il nomme Emmerson Mnangagwa au poste de premier vice-président de la République.
Le 17 octobre 2017, l'Organisation mondiale de la santé (OMS) le nomme « ambassadeur de bonne volonté » en invoquant « les efforts de Harare contre le tabac et contre les maladies non transmissibles ». Cette nomination entraîne de vives réactions en raison des nombreuses violations des droits de l'homme reprochées à Mugabe et de l'effondrement du système de santé du Zimbabwe sous son gouvernement. Le 22 octobre 2017, Tedros Adhanom Ghebreyesus, directeur général de l'OMS, annonce qu'il renonce à sa nomination.

### Coup d'État de 2017 et démission
En raison de l'âge avancé du président Mugabe, qui célèbre ses 93 ans en février 2017, la question de sa succession devient un enjeu important dans le milieu politique zimbabwéen. Mugabe annonce son intention de voir son épouse, Grace Mugabe, lui succéder, et écarte de la ZANU-PF et du gouvernement les rivaux potentiels de cette dernière. Le 4 novembre, Robert Mugabe déclare qu'il souhaite que son épouse devienne vice-présidente. Le 5 novembre, celle-ci lui demande publiquement de lui céder directement la présidence de la République. Le limogeage du vice-président Emmerson Mnangagwa, le 6 novembre, a ainsi pour objectif de conforter la Première dame, mais déplaît aux forces armées du Zimbabwe.
Le 15 novembre 2017, le général Sibusiso Moyo annonce à la télévision nationale prendre le contrôle des rues afin « d'éliminer des criminels proches du président Mugabe ». Le chef de l’État et sa femme sont placés en résidence surveillée par l'armée,. Le 16 novembre, Robert Mugabe continue de se considérer comme le seul dirigeant légitime du Zimbabwe et refuse la médiation du prêtre catholique Fidelis Mukonori. Le 18 novembre, des dizaines de milliers de personnes défilent dans les rues d’Harare, avec l’appui des forces armées et de la ZANU-PF, pour exiger la démission du président.

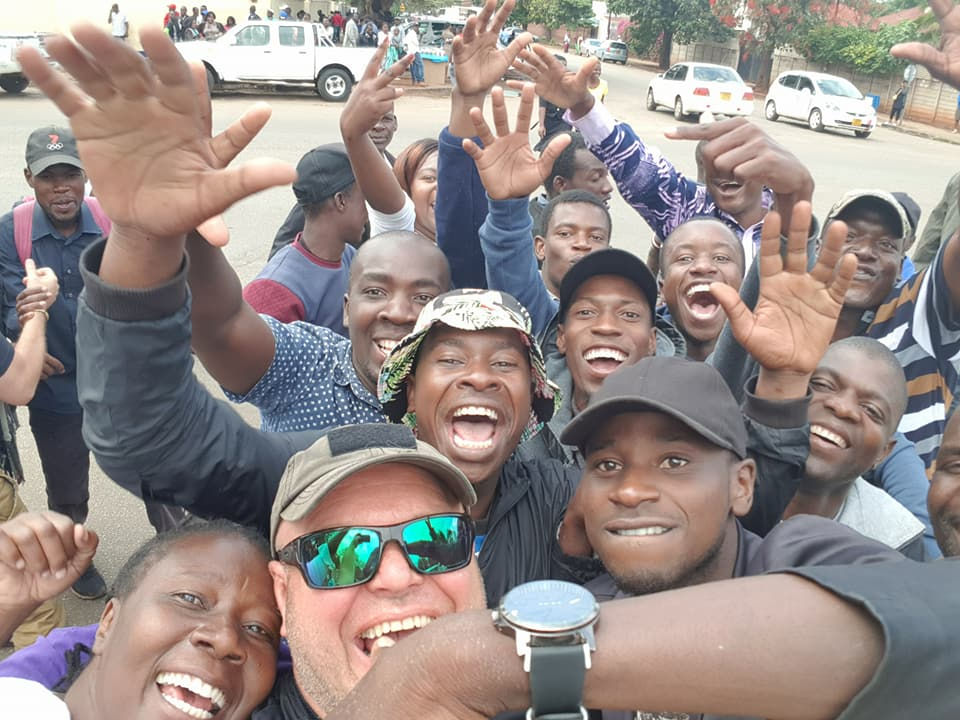
Manifestation pour la démission de Robert Mugabe le 19 novembre 2017.

Le 19 novembre, le comité central de la ZANU-PF destitue Robert Mugabe de sa fonction de président du parti et l'exclut du parti. Emmerson Mnangagwa est désigné président du parti et candidat de celui-ci à l'élection présidentielle de 2018. Le soir-même, Robert Mugabe s'adresse au pays par voie télévisée, en présence d'officiers militaires. Alors que l'annonce de sa démission est attendue, il refuse de la prononcer et annonce son intention de présider la conférence de la ZANU-PF en décembre. Le 21 novembre, le Parlement ouvre une session pour préparer les travaux de destitution de Robert Mugabe de sa fonction de président du Zimbabwe.
Dans une lettre remise au président de l'Assemblée nationale le 21 novembre 2017, Robert Mugabe annonce finalement sa démission. Des célébrations éclatent dans les rues de Harare. Emmerson Mnangagwa est désigné président et prête serment le 24 novembre,. La justice zimbabwéenne déclare le coup d'État constitutionnel le 25 novembre, et annule rétroactivement le limogeage d'Emmerson Mnangagwa de son poste de premier vice-président.

## Après le pouvoir

### Dernières années
Lors de sa prestation de serment, Emmerson Mnangagwa promet de rompre avec l'ancien régime, tout en reconnaissant Robert Mugabe comme le « père de la nation ». Le 27 novembre 2017, le nouveau président fait du 21 février, jour de l'anniversaire de Robert Mugabe, un jour férié appelé « Journée de la jeunesse Robert Gabriel Mugabe ».
Robert Mugabe affirme, le 15 mars 2018, que son renversement constitue un coup d'État et que son successeur n'est pas légitime. Le 20 avril 2018, il est convoqué au Parlement pour s'expliquer au sujet de la disparition de 15 milliards de dollars tirés de mines de diamants sous sa présidence, mais l'audition, prévue pour le 8 mai, est reportée.
À la veille du premier tour de l'élection présidentielle, le 29 juillet 2018, il annonce son intention de voter pour le candidat d'opposition Nelson Chamisa, qui a pris la succession de Morgan Tsvangirai à la mort de celui-ci. Le président sortant est finalement réélu aux termes d'un scrutin contesté.
Après avoir été poussé à la démission, Mugabe estime avoir été « trahi » par l'armée, le ZANU-PF et le peuple zimbabwéen. En colère, ses proches estiment que sa chute aurait provoqué progressivement sa mort.

### Mort, deuil et inhumation
Très affaibli, il se rend à Singapour pour recevoir des soins, aucun hôpital zimbabwéen n’étant en mesure de le faire correctement en raison de la dégradation du système de santé du pays. Robert Mugabe meurt le 6 septembre 2019, dans un établissement singapourien où il était hospitalisé depuis quatre mois, à l’âge de 95 ans,. Son successeur Emmerson Mnangagwa révèle qu'il souffrait d'un cancer à un stade avancé. Plusieurs jours de deuil national sont décrétés, jusqu'à ses funérailles, et l’ensemble de la classe politique lui rend hommage. Son corps est rapatrié le 10 septembre 2019.
Peu avant sa mort, n’acceptant toujours pas d’avoir dû quitter le pouvoir, Mugabe avait refusé d’être inhumé dans la nécropole nationale de Heroes Acre. Alors que les autorités annoncent qu’il doit être enterré le 15 septembre dans la nécropole nationale,, sa famille obtient qu'il soit inhumé dans un mausolée à construire dans les 30 jours, au sein de l'édifice. Il est finalement inhumé dans son village natal de Kutama, le 28 septembre 2019.

## Bilan et controverses
Au moment de quitter le pouvoir, le bilan présidentiel de Robert Mugabe est jugé très négatif,,. Laissant un pays ruiné (une inflation à six chiffres et un taux de chômage proche de 90 %), où, de facto, un parti unique domine tous les secteurs du pays depuis plusieurs décennies, il est également critiqué pour les violations des droits de l'homme et de la liberté d'expression qui y ont cours.

### Réforme agraire et racisme antiblanc

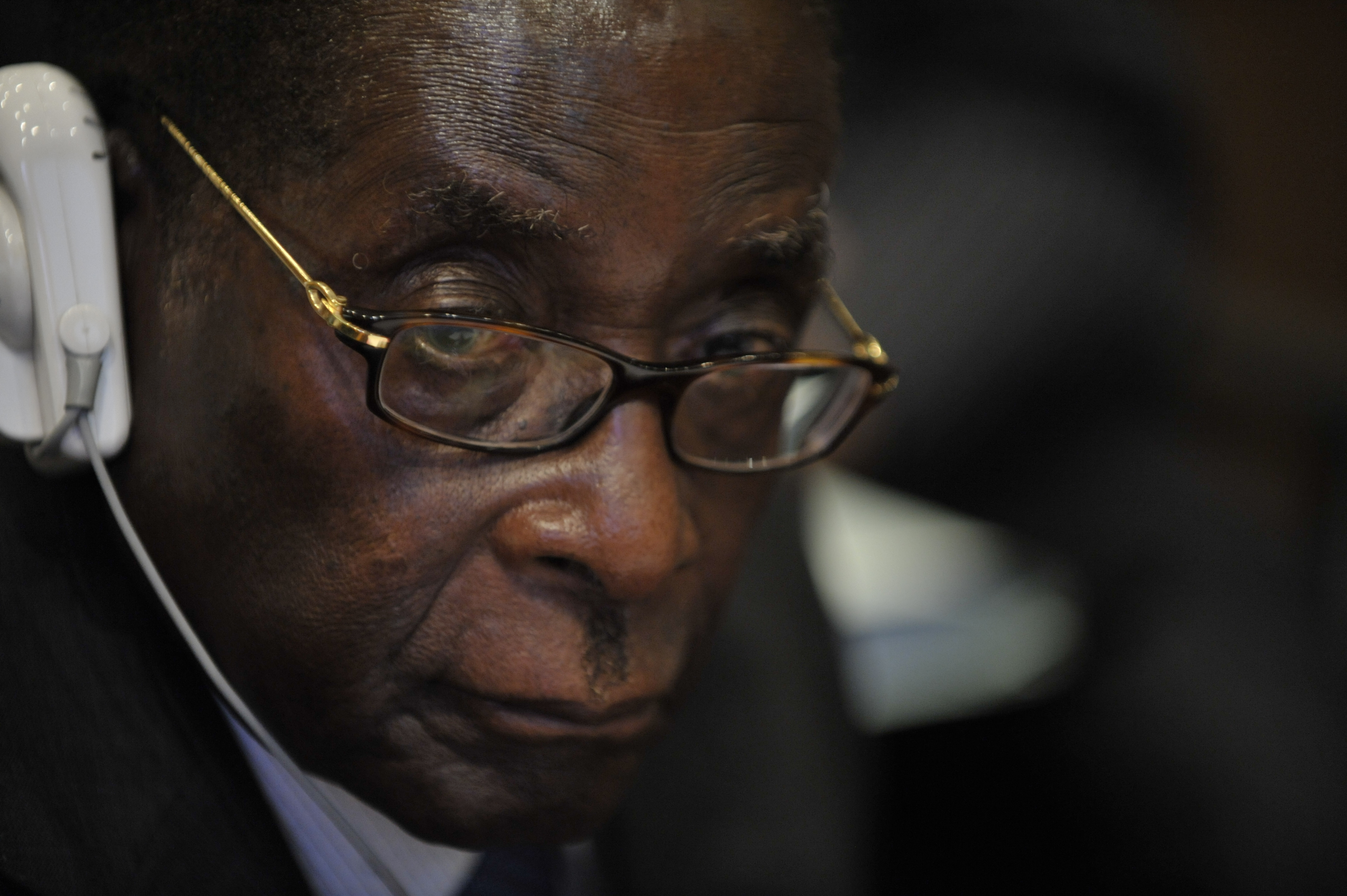
Robert Mugabe en 2009.

Quand Robert Mugabe arrive au pouvoir, 40 % des terres agricoles appartiennent à 6 000 fermiers blancs. Dans un premier temps, Robert Mugabe les rassure contre toute expropriation forcée et quelques milliers d'hectares sont redistribués pacifiquement, souvent à des partisans du régime. Comme il l'a fait précédemment au Kenya, le Royaume-Uni prévoit alors de financer le rachat progressif des terres en vue de leur redistribution.
Mais, à partir des années 1990, alors que le Zimbabwe voit sa situation économique se dégrader, Robert Mugabe abandonne toute référence à l'unité nationale et dénonce un complot « blanc » qui viserait à se débarrasser de lui. Il s'en prend continuellement aux Occidentaux, plus particulièrement à Tony Blair, qu'il accuse de néo-colonialisme.
En 2000, il soumet à référendum une nouvelle constitution incorporant notamment une réforme agraire avec des expropriations sans compensation et une amnistie permanente aux militaires et aux membres du gouvernement. Le 11 février 2000, ce projet de nouvelle constitution est rejeté par 54,7 % des votants, ce qui constitue le premier sérieux revers pour Robert Mugabe. Le 6 avril 2000, le président passe outre ce vote pour imposer sa réforme agraire en recourant à la violence des milices de pseudo-anciens combattants, conduits par Chenjerai Hunzvi. La plupart des fermiers blancs sont expropriés et plusieurs sont assassinés. Robert Mugabe est régulièrement accusé de nourrir les hostilités envers les fermiers blancs du Zimbabwe et de les rendre responsables de l'échec de sa réforme agraire pour sauver son pouvoir,.
À plusieurs reprises, il tient des déclarations jugées racistes envers les Blancs :
- « L'homme blanc est ici comme le second citoyen : vous êtes en numéro un. Il est numéro deux ou trois. C’est ce qui doit être enseigné à nos enfants » ;
- « Notre parti doit continuer de faire entrer la peur dans le cœur de l'homme blanc, notre véritable ennemi » ;
- « Nous disons non aux Blancs qui possèdent nos terres. Ils doivent partir. Il n’y a pas de place pour eux ici » ;
- « Le seul homme blanc que vous pouvez croire est l'homme blanc mort ».

Le Zimbabwe connaît un exode massif des Blancs vers l'étranger : leur nombre passe ainsi de 250 000 en 1980 à 40 000 en 2015, avec moins de 200 propriétaires terriens,. Alors que les Blancs assuraient 80 % du revenu national, cette politique agraire favorise la famine dans l'ancien grenier à maïs de l'Afrique. D'exportateur, le pays devient importateur. En 2016, constatant la répercussion néfaste de ses mesures sur la production agricole, Robert Mugabe appelle au retour au pays des fermiers blancs contraints à l'exil.

### Libertés publiques
Robert Mugabe est personnellement mis en cause en 2001 par le Parlement européen pour sa responsabilité dans le chaos que connaît le pays et les « atteintes massives » aux droits de l'homme, à la liberté d'opinion et à la liberté de la presse. Dans sa résolution, le parlement pointe le « climat de peur et de désespoir » que ressent l'ensemble de la population, conséquence directe des interventions de Robert Mugabe.
En 1982, Robert Mugabe reconnaît que son régime a recours à la torture,.
Les élections parlementaires des 24 et 25 juin 2000 sont les premières élections libres que connaît le Zimbabwe depuis celles de février 1980. À la suite de l'échec du référendum organisé quelques mois plus tôt sur la réforme agraire, l'opposition regroupée dans le nouveau Mouvement pour le changement démocratique redevient crédible et est capable de mettre en échec la puissante ZANU-PF et le président Mugabe. Dans un climat de violences et d'occupation de fermes, le MDC n'échoue que de peu, avec 47 % des voix contre 48,6 % à la ZANU. Malgré cette faible majorité de la ZANU-PF, le contrôle de celle-ci sur la chambre n'est pas menacé grâce à l'appoint des 20 députés supplémentaires nommés par le président Mugabe (correspondant à ce qui était autrefois le quota de députés réservé aux électeurs blancs).
Robert Mugabe refuse la même année une proposition de Kofi Annan, alors secrétaire général des Nations unies, visant à se retirer du pouvoir en contrepartie d'un asile politique et de compensations financières,.

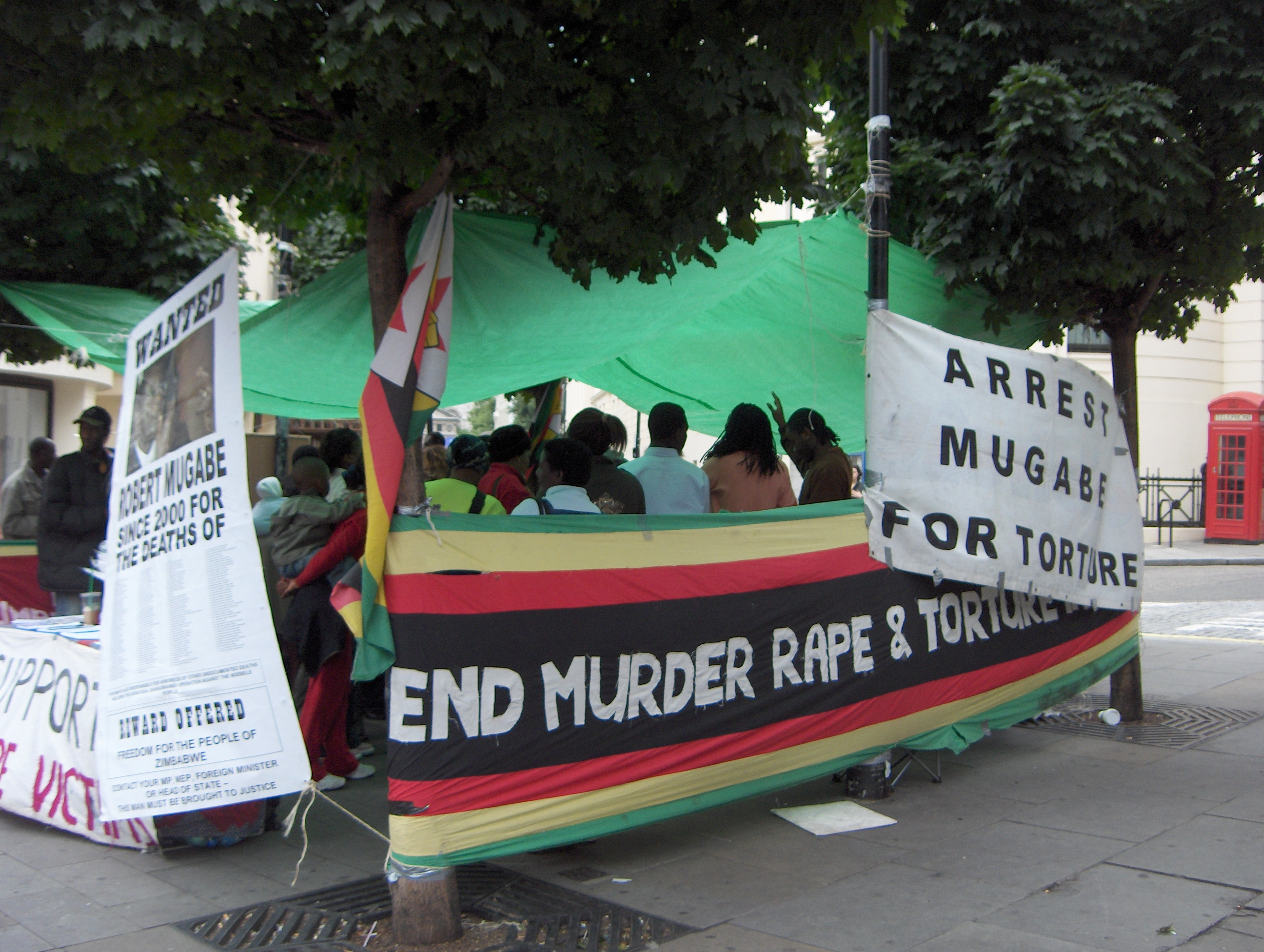
Manifestation contre le régime de Mugabe à Londres en 2006.

Après les élections de 2002 et les premières sanctions internationales qui s'ensuivent, Mugabe abandonne toute courtoisie et met fin au semblant de démocratie en limitant drastiquement la liberté de la presse, en muselant l'opposition, en recourant à la torture et à l'assassinat des membres d'opposition avec l'aide d'un de ses anciens opposants, Jonathan Moyo, promu ministre de l'Information.
À partir de 2005, dans le cadre de l'opération Murambatsvina (en) (« chasser la saleté »), près de 700 000 personnes sont expulsées de la capitale, sans avoir d'autre lieu où se loger, pour « assurer la sécurité » dans Harare. Ces destructions de bidonvilles visent à frapper les quartiers qui avaient voté le plus pour l'opposition à Robert Mugabe.
En mars 2007, un rassemblement de l'opposition tente de manifester contre l'interdiction des manifestations et des rassemblements politiques, contre l'intention du président Robert Mugabe de se présenter à un nouveau mandat en 2008 et pour dénoncer la crise sociale, économique et politique que connaît le Zimbabwe depuis l'an 2000. La police arrête 50 militants (dont le chef de file du MDC, Morgan Tsvangirai) et les passe sévèrement à tabac. Une militante du MDC est tuée par balles. À cette époque, il affirme qu’il est « diplômé en violence ».
Robert Mugabe n'en reste pas moins populaire chez certaines personnalités politiques africaines : il reçoit le soutien de Sam Nujoma et d'autres chefs de file africains. Cette popularité s'explique notamment par l'aspect anticolonialiste de sa politique.
Mais d'autre déplorent le tournant dictatorial du régime, : Desmond Tutu, l'ancien archevêque du Cap, le traite de « caricature de dictateur africain » ; l'ancien président de la Zambie Kenneth Kaunda et le président du Botswana Festus Mogae le désavouent. Un sondage Gallup de 2011 publié en 2014 le classe parmi l'un des « despotes les plus détestés d’Afrique »,.

### Situation économique
Sous l'effet de la politique agraire du président Mugabe et des sanctions internationales résultant des atteintes aux droits de l'homme, le pays s'enfonce dans une crise sans précédent : 90 % des citoyens sont sans emploi dans les années 2010. Le pays autrefois prospère doit souscrire au programme alimentaire mondial tandis que les élites, blanches comme noires, émigrent. L'économie périclite à la suite de l'expropriation violente des Blancs dont les terres désormais en jachère ont été distribuées le plus souvent à des proches du régime. L'ancien pays exportateur de maïs et de viande doit dorénavant en importer.
Robert Mugabe affirme le 15 septembre 2005 que « les Zimbabwéens ne mouraient pas de faim », mais qu'ils refusaient de changer leur régime alimentaire pour manger des patates ou du riz. Robert Mugabe a affirmé à l'Associated Press que son peuple était « très, très heureux ». Le véritable problème résidait selon lui dans la dépendance au maïs, « mais cela ne veut pas dire que nous n'avons rien d'autre à manger : nous avons des tonnes de patates mais les gens ne sont pas des mangeurs de patates… Ils ont du riz mais cela ne les attire pas », déplorait Robert Mugabe.

### Position sur l'homosexualité
Robert Mugabe a toujours affiché sa vive opposition à l'homosexualité, traitant les homosexuels de « porcs » ou de « chiens », et appelant la population à les dénoncer et les livrer à la police. Présentant l'homosexualité comme « un péché contre nature », il s'est encore radicalisé entre 2008 et 2012, appelant à « castrer les homosexuels », ou à les décapiter.
Lors de la campagne des élections de 2013, il a promis que, s'il était élu, il « ferait vivre un enfer aux homosexuels ». Il critique systématiquement l'avancée des droits pour les homosexuels dans les autres pays africains, ou européens, en particulier lors des débats sur l'ouverture du mariage homosexuel.

### Sanctions internationales
Robert Mugabe est condamné par l'ensemble des pays occidentaux et par des organisations telles qu'Amnesty International qui dénonce les atteintes aux droits de l'homme.
À la suite des élections de 2002, la Grande-Bretagne tente d’organiser avec les pays du Commonwealth des sanctions internationales. Appuyés par les pays occidentaux, les États-Unis et l’Australie, les Britanniques obtiennent difficilement la suspension du Zimbabwe du Commonwealth mais les pays africains font bloc autour du dictateur, justifiant son comportement par les abus du colonialisme. Le 8 décembre 2003, le Zimbabwe est suspendu pour 18 mois supplémentaires du Commonwealth. Mugabe riposte en retirant purement et simplement le Zimbabwe de l'organisation.
Mugabe et ses proches sont également interdits de séjour en Europe et aux États-Unis. C'est sous ces pressions qu'il doit également retirer ses troupes du Congo.
En 2003, le Congrès des États-Unis impose une multitude de sanctions financières et économiques, lesquelles sont dénoncées comme « racistes » par Robert Mugabe. En 2005, le président américain, George W. Bush, cite le Zimbabwe parmi les postes avancées de la tyrannie au côté de Cuba et de la Corée du Nord.
En 2007, Robert Mugabe est le seul chef d'État africain à n'être pas invité par la diplomatie française au sommet France-Afrique de Cannes, qui se tient les 15 et 16 février. En effet, il est interdit de voyage sur le sol de l'Union européenne depuis plusieurs années, en raison de ses violations des droits de l'homme. Son pays est alors plongé dans une profonde crise, battant chaque mois des records d'inflation, atteignant + 1 600 % en janvier 2007 et même 1 730 % en mars 2007.
Catholique, il est néanmoins invité au Vatican en 2005, bravant ainsi son interdiction de séjour en Europe.

### Éloge d'Adolf Hitler
Hostile à sa politique, la presse britannique décrit régulièrement Mugabe comme étant un « Hitler noir ». Face à cette comparaison, il réplique en mars 2003 : « Hitler avait un seul objectif : la justice pour son peuple, la souveraineté pour son peuple, la reconnaissance de l'indépendance de son peuple et ses droits sur ses ressources. Si cela c'est Hitler, laissez-moi être le décuple de Hitler »,.

### Éducation
Le Zimbabwe affiche un taux d'alphabétisation parmi les plus élevés en Afrique au début du XXIe siècle (89 % chez les adultes selon l'UNESCO en 2014),,.

## Reconnaissance
Le 27 novembre 2017, son successeur, Emmerson Mnangagwa, fait du 21 février, jour de l'anniversaire de Robert Mugabe, un jour férié, appelé « journée de la jeunesse Robert Gabriel Mugabe ».
Le 6 septembre 2019, la Zanu-PF accorde le « statut de héros national » à Robert Mugabe.